# Abdulbaset Sieda
Abdulbaset Sieda (arabisch عبد الباسط سيدا, DMG ʿAbd al-Bāsiṭ Sīdā; * 22. Juni 1956 in Amude, Gouvernement al-Hasaka) ist ein kurdisch-syrischer Wissenschaftler und war von Juni bis November 2012 Präsident des Syrischen Nationalrates. Der sunnitische Muslim wurde in diesem Amt am 10. Juni 2012 Nachfolger von Burhan Ghalioun.
Sieda promovierte an der Universität Damaskus. Er publizierte eine große Zahl von Büchern über die Kurden in Syrien. Seine wissenschaftliche Arbeit spezialisiert sich auf antike Zivilisationen.

## Werke
- الوضعية المنطقية والتراث العربي: نموذج فكر زكي نجيب محمود الفلسفي / al-Waḍʿīya al-manṭiqīya wa-t-turāṯ al-ʿArabī: namūḏaǧ fikr Zakī Naǧīb Maḥmūd al-falsafī Dar Al Farabi, Beirut, Libanon 1990, OCLC 551304760.
- المسألة الكردية في سورية : فصول منسية من معاناة مستمرة / al-Masʾala al-Kurdīya fī Sūriya: fuṣūl mansīya min muʿānāh mustamirra 1. Auflage. Storvreta, Uppsala 2003, ISBN 91-631-4171-X (arabisch, englischer Titel: The Kurdish Issue in Syria: Forgotten Chapters From an Ongoing Tragedy etwa ‚Die kurdische Frage in Syrien. Vergessene Kapitel des anhaltenden Leidens‘).